# Ingeborg-Bachmann-Preis 2003
Der Ingeborg-Bachmann-Preis 2003 war der 27. Wettbewerb um den Literaturpreis bei den Tagen der deutschsprachigen Literatur. Die Veranstaltung fand vom 25. bis 29. Juni 2003 im Klagenfurter ORF-Theater des Landesstudios Kärnten statt. Jury und Teilnehmerfeld wurden gegenüber dem Vorjahr erweitert, fast alle Stammjuroren der Ära Schindel durch neues Personal abgelöst.

## Autoren

### Erster Lesetag
- Farhad Showghi: Die große Entfernung, vorgeschlagen von Ilma Rakusa
- Norbert Müller: Huhn in der Suppe, vorgeschlagen von Josef Haslinger
- Christina Griebel: Der Schlafanzug, vorgeschlagen von Burkhard Spinnen
- Christine Rinderknecht: Elf Uhr dreiunddreissig, vorgeschlagen von Daniela Strigl
- Katrin de Vries: Die Lust am Walde (Auszug), vorgeschlagen von Thomas Steinfeld
- Susanne Fischer: Zuckerwatte und Gesang, vorgeschlagen von Friederike Kretzen
- Henning Ahrens: Commander Coeursledge (Romanauszug), vorgeschlagen von Thomas Steinfeld

### Zweiter Lesetag
- Ulla Lenze: Schwester und Bruder (Romanauszug), vorgeschlagen von Norbert Miller
- Sünje Lewejohann: In Farnschatten, vorgeschlagen von Josef Haslinger
- Feridun Zaimoglu: Häute, vorgeschlagen von Ursula März
- Lukas Hammerstein: Die hundertzwanzig Tage von Berlin (Auszug), vorgeschlagen von Iris Radisch
- Michael Stauffer: Klagenfurt, vorgeschlagen von Friederike Kretzen
- Kristof Schreuf: Wahrheit ist das wovon Männer gerne behaupten, dass es ihnen um sie geht, vorgeschlagen von Iris Radisch
- Gregor Hens: John F. Kennedy und der Ausbruch des Irazú, vorgeschlagen von Burkhard Spinnen

### Dritter Lesetag
- Olga Flor: Wiederkehr, vorgeschlagen von Daniela Strigl
- Christof Hamann: Fester (Romanauszug), vorgeschlagen von Norbert Miller
- Inka Parei: Romananfang, vorgeschlagen von Ursula März
- Oswald Egger: Prosa, Proserpina, Prosa, vorgeschlagen von Ilma Rakusa

## Juroren
- Josef Haslinger
- Friederike Kretzen
- Ursula März
- Norbert Miller
- Iris Radisch (Juryvorsitz)
- Ilma Rakusa
- Burkhard Spinnen
- Thomas Steinfeld
- Daniela Strigl

## Preisträger
- Ingeborg-Bachmann-Preis (dotiert mit 22.500 Euro): Inka Parei
- Preis der Jury (dotiert mit 10.000 Euro): Feridun Zaimoglu
- 3sat-Preis (7.500 Euro): Farhad Showghi
- Ernst-Willner-Preis (6.000 Euro): Ulla Lenze
- Kelag-Publikumspreis (5.000 Euro): Inka Parei